# Ptyelus
Ptyelus är ett släkte av insekter. Ptyelus ingår i familjen spottstritar.

## Bildgalleri

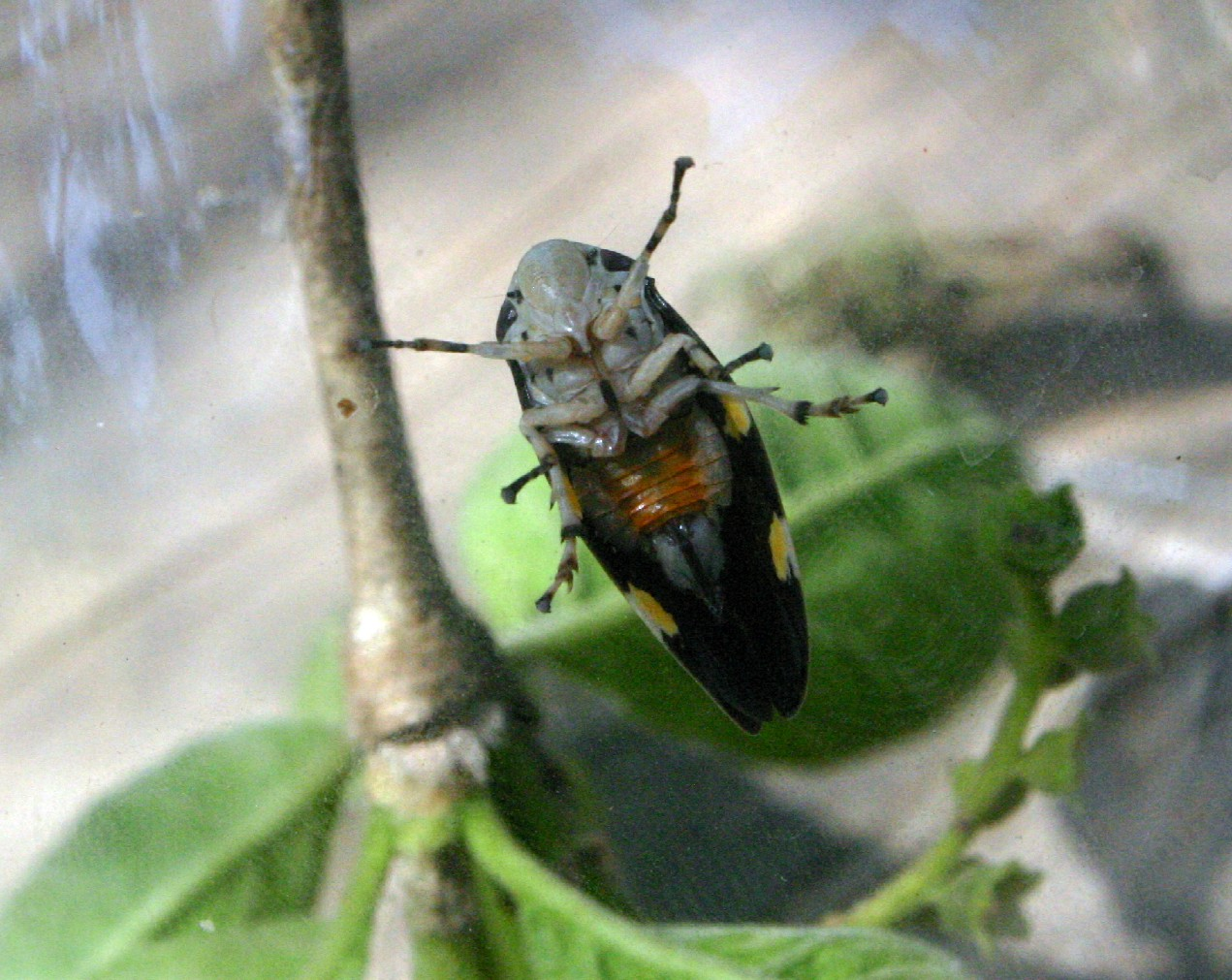
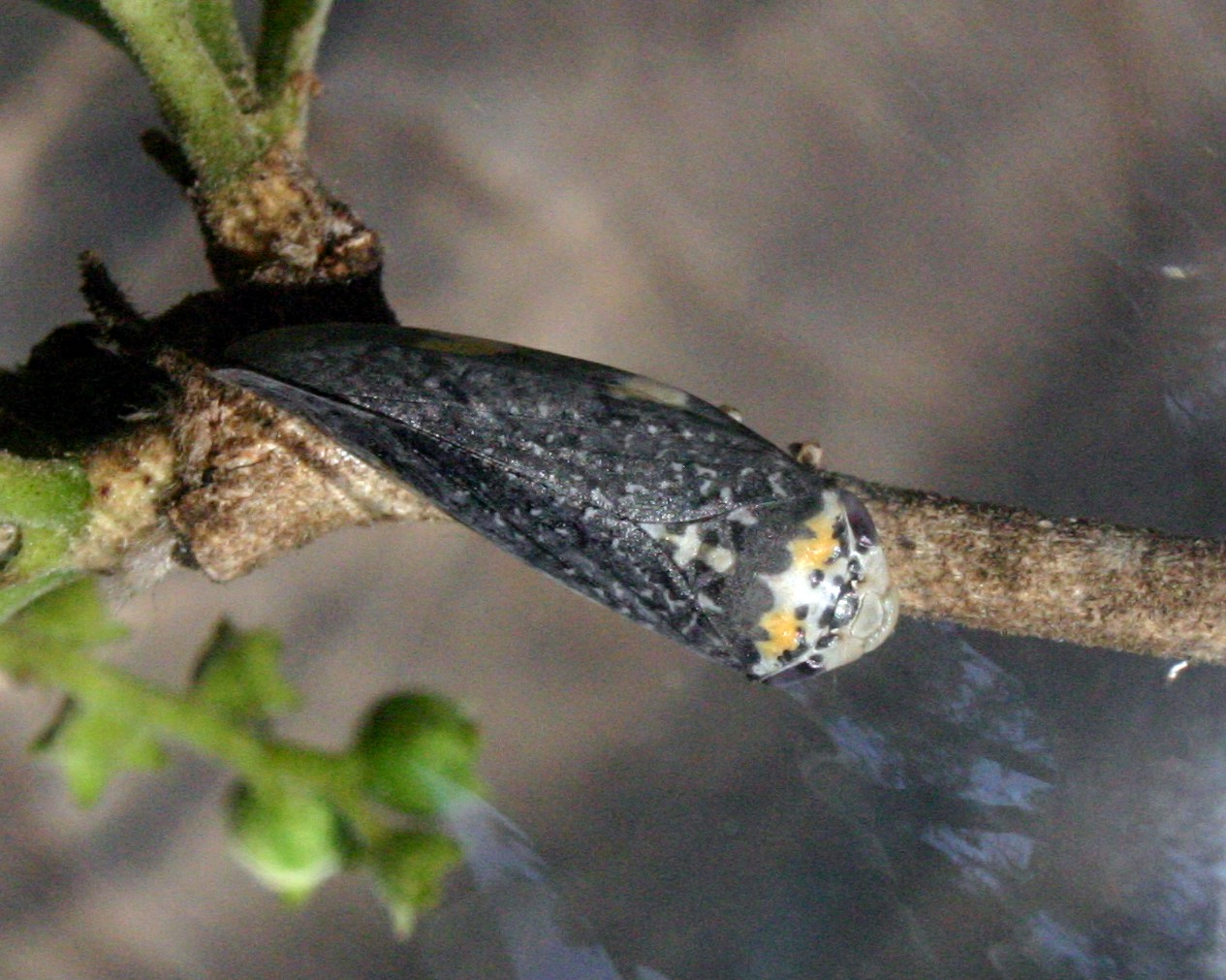
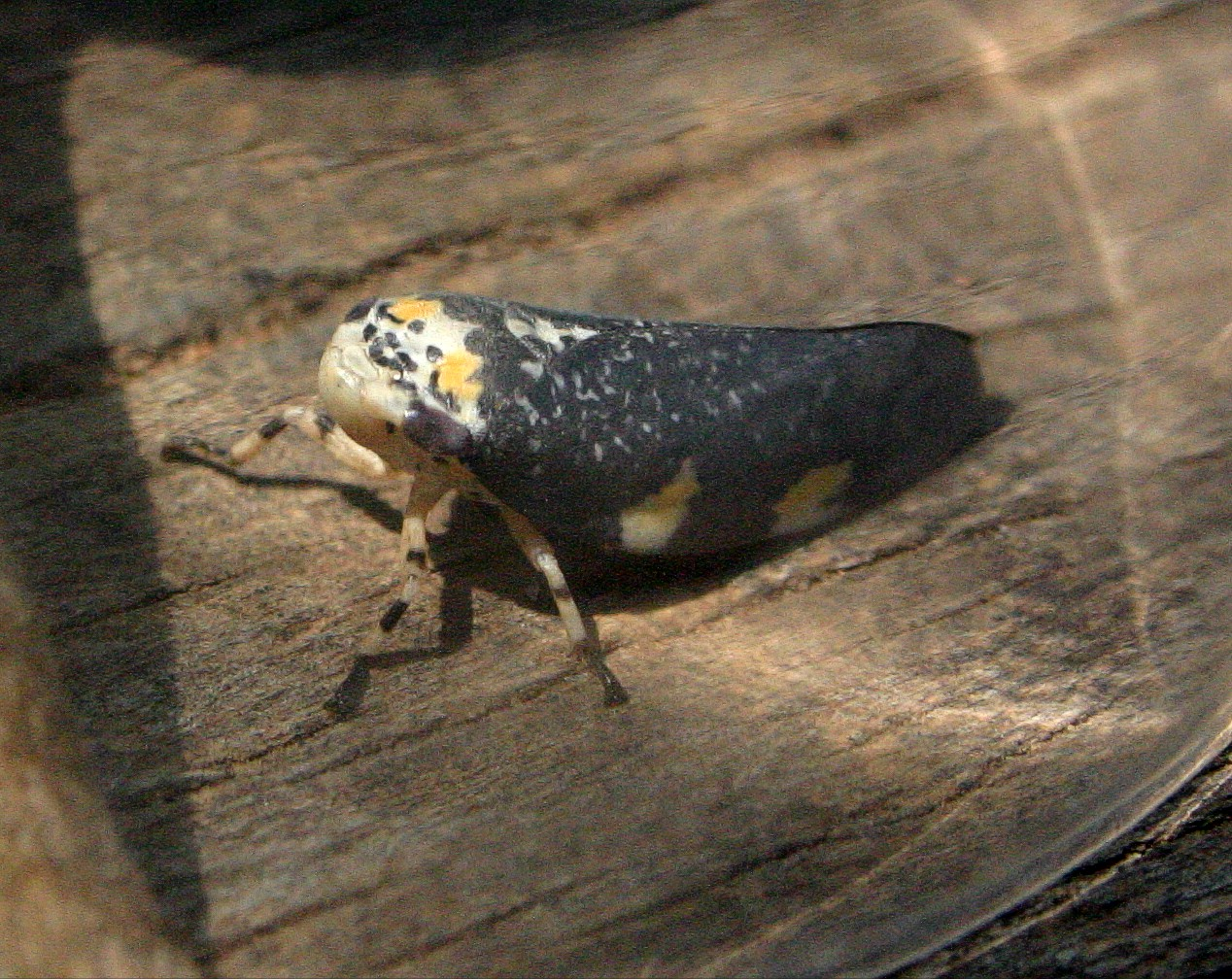
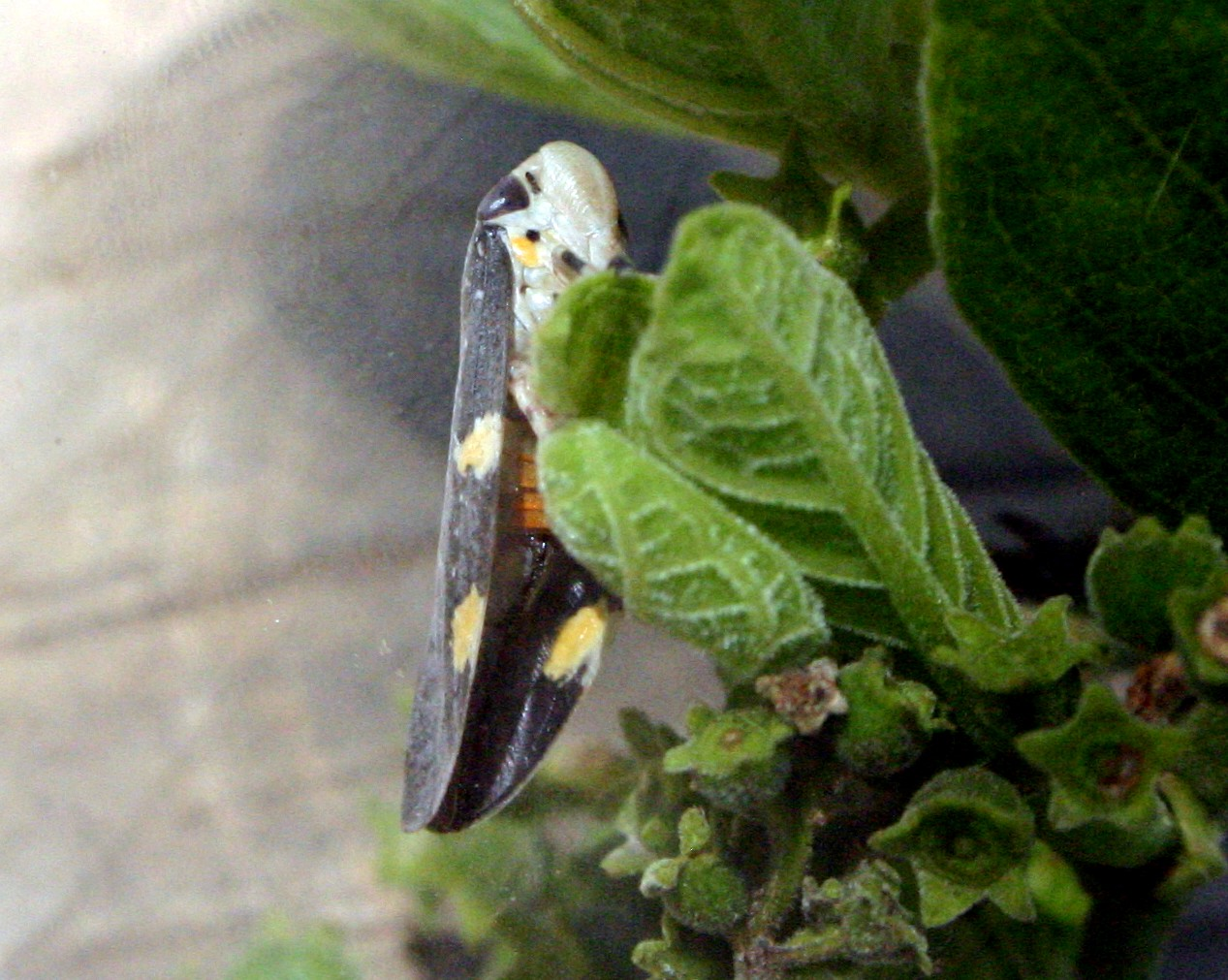
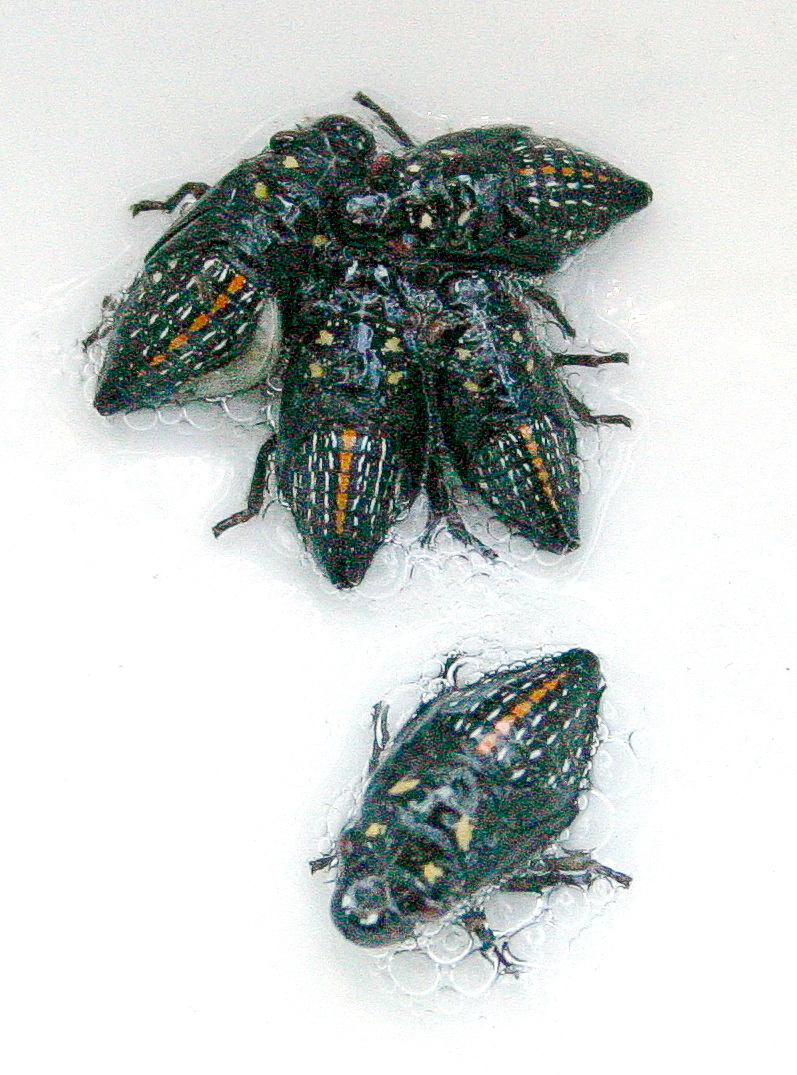
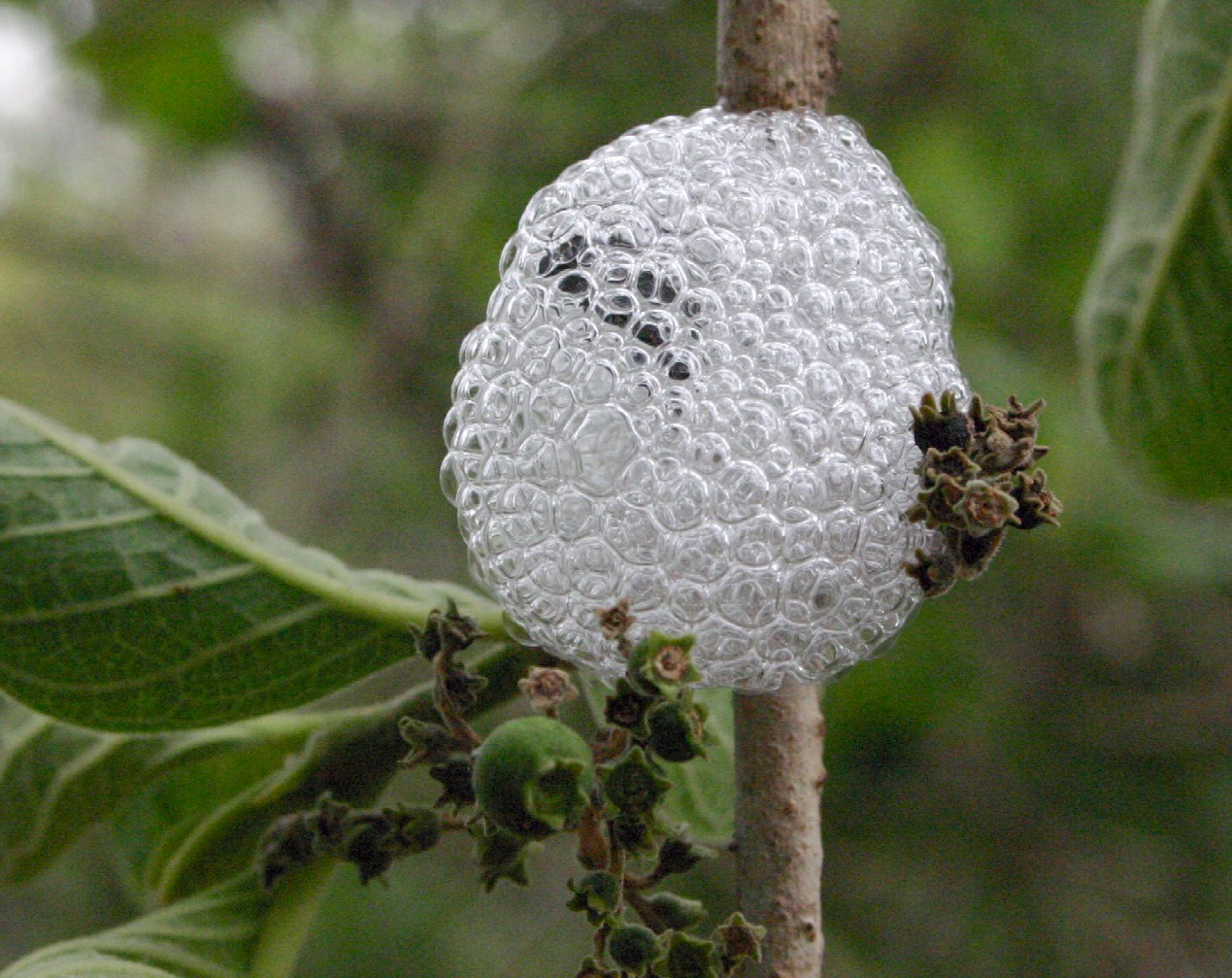

## Dottertaxa tillPtyelus, i alfabetisk ordning[1]
- Ptyelus affinis
- Ptyelus caffer
- Ptyelus cinereus
- Ptyelus colonus
- Ptyelus declaratus
- Ptyelus discifer
- Ptyelus fingens
- Ptyelus flavescens
- Ptyelus goudoti
- Ptyelus grossus
- Ptyelus hambantotensis
- Ptyelus hirsutus
- Ptyelus hottentoti
- Ptyelus ignambianus
- Ptyelus inconspicuus
- Ptyelus inermis
- Ptyelus integratus
- Ptyelus irroratus
- Ptyelus iturianus
- Ptyelus jayakari
- Ptyelus lineolus
- Ptyelus mahei
- Ptyelus majusculus
- Ptyelus mexicanus
- Ptyelus montaguei
- Ptyelus nebulus
- Ptyelus niger
- Ptyelus nocturnus
- Ptyelus pampaianus
- Ptyelus panieanus
- Ptyelus pectoralis
- Ptyelus perroti
- Ptyelus phaleratus
- Ptyelus porrigens
- Ptyelus rhoonensis
- Ptyelus schmidti
- Ptyelus sexmaculatus
- Ptyelus sexvittatus
- Ptyelus speciosus
- Ptyelus subfasciatus
- Ptyelus subnigricans
- Ptyelus subtactus
- Ptyelus subvirescens
- Ptyelus sulcatus
- Ptyelus tamahonis
- Ptyelus transfasciatus
- Ptyelus vittatus